# Кузьмін Роман Володимирович
Рома́н Володи́мирович Кузьмі́н (20 квітня 1977 — 20 січня 2016) — старший сержант Збройних сил України, учасник російсько-української війни.

## Життєпис
Народився 1977 року в місті Торопець (тепер Тверська область, РРФСР) в родині військовослужбовця. Виріс та проживав у місті Звенигородка Черкаської області, де закінчив ЗОШ № 3. По тому закінчив ПТУ № 37 села Козацьке, Шевченківський сільськогосподарський коледж, Звенигородську філію Східноєвропейського університету. Протягом 1995—1996 років проходив строкову військову службу. Від 2008 року служив за контрактом у Звенигородсько-Лисянському об'єднаному військовому комісаріаті, сержант.
Після невеликої перерви був знову мобілізований; старший сержант-головний сержант, 13-й окремий мотопіхотний батальйон «Чернігів-1».
20 січня 2016 року загинув у районі міста Дружківка від кульового поранення в боєзіткненні при обороні укріплення підрозділу. Тоді ж загинув сержант Валерій Бочарніков.
24 січня 2016 року похований у Звенигородці. Без тата залишись двоє дітей Героя.

## Нагороди та вшанування
За особисту мужність, сумлінне та бездоганне служіння Українському народові, зразкове виконання військового обов'язку відзначений — нагороджений
- орденом «За мужність» ІІІ ступеня (21.3.2016, посмертно)[1]